# Alpaida atomaria
Alpaida atomaria är en spindelart som först beskrevs av Simon 1895.  Alpaida atomaria ingår i släktet Alpaida och familjen hjulspindlar. Inga underarter finns listade i Catalogue of Life.